# Martin Brauen
Martin Brauen (* 15. März 1948 in Bern) ist ein Schweizer Ethnologe und Kurator.

## Leben
Martin Brauen studierte Ethnologie und Religionsgeschichte an der Universität Zürich und Buddhologie an der University of Delhi. Er promovierte in Zürich mit einer Dissertation über Feste und Zeremonien in Ladakh. Seit 1975 war er als Leiter der Abteilung Himalaya/Ferner Osten am Zürcher Völkerkundemuseum und als Privatdozent an der Universität Zürich tätig. Von 2008 bis 2012 war er Chefkurator des Rubin Museum of Art in New York.

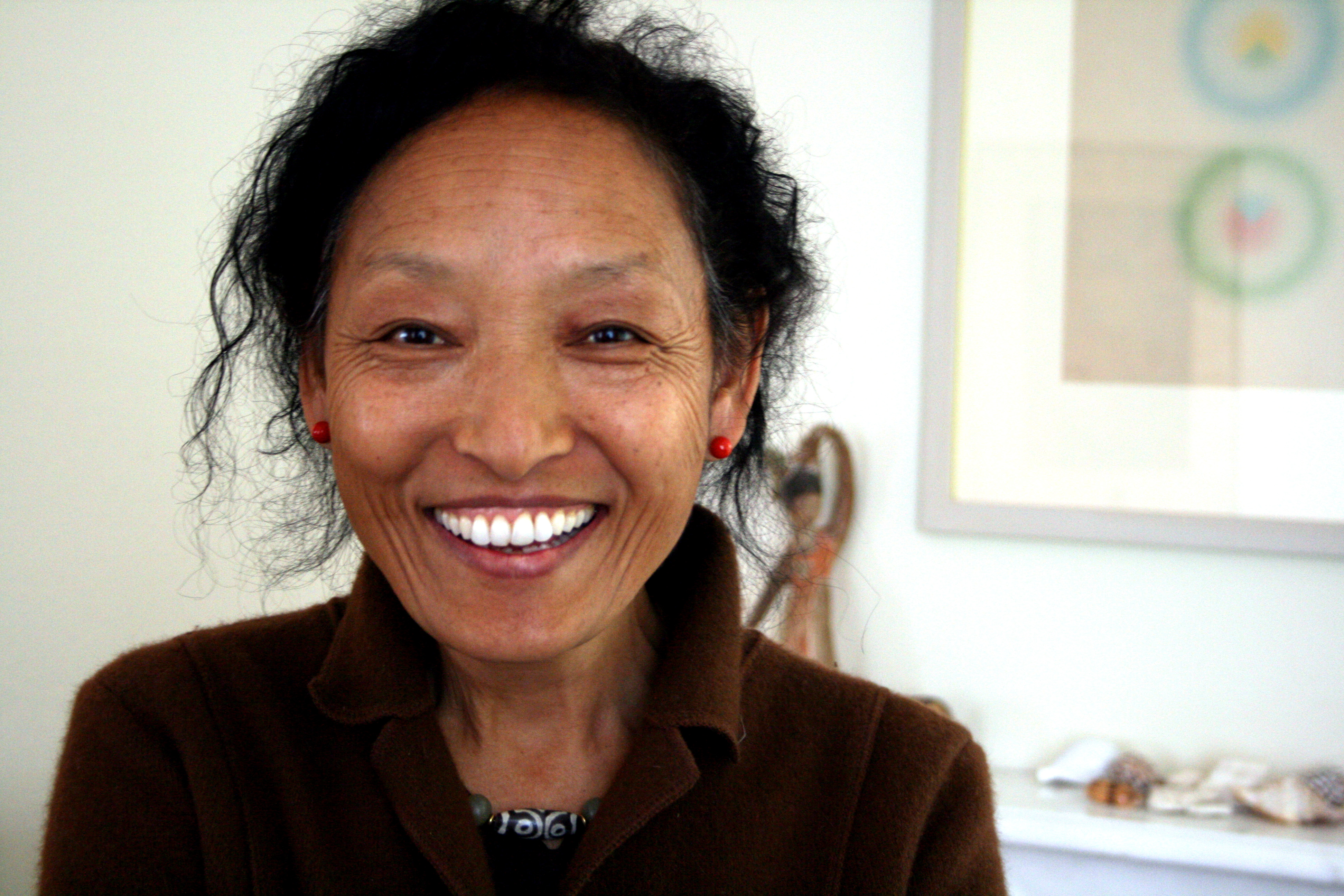
Sonam Dolma Brauen, 2008

Brauen ist mit der tibetischen Künstlerin Sonam Dolma Brauen verheiratet; die Schauspielerin Yangzom Brauen ist ihre gemeinsame Tochter, der Künstler Tashi Brauen ihr gemeinsamer Sohn.
Sein Urgroßvater war der Friedensnobelpreisträger Elie Ducommun.

## Publikationen
- Heinrich Harrers Impressionen aus Tibet. Gerettete Schätze. Pinguin/Umschau, Innsbruck/Frankfurt am Main 1974
- Feste in Ladakh. Akademische Druck- und Verlags-Anstalt, Graz 1980, ISBN 3-201-01122-3
- Junge Tibeter in der Schweiz. Studien zum Prozess kultureller Identifikation (mit Detlef Kantowsky). Rüegger, Diessenhofen 1982, ISBN 3-7253-0169-7
- Peter Aufschnaiter. Sein Leben in Tibet. Steiger, Innsbruck 1983, ISBN 3-85423-016-8
- Das Mandala. Der heilige Kreis im tantrischen Buddhismus. DuMont, Köln 1992, ISBN 3-7701-2509-6
- Irgendwo in Bhutan. Wo die Frauen (fast immer) das Sagen haben. Waldgut, Frauenfeld 1994, ISBN 3-7294-0202-1
- Traumwelt Tibet. Westliche Trugbilder. Haupt, Bern 2000, ISBN 3-258-05639-0
- Bambus im alten Japan. Kunst und Kultur an der Schwelle zur Moderne (mit Patrizia Jirka-Schmitz). Arnold, Stuttgart 2003, ISBN 3-89790-190-0
- Die Dalai Lamas. Tibets Reinkarnationen des Bodhisattva Avalokiteśvara. Arnold, Stuttgart 2005, ISBN 3-89790-219-2
- Mandala. Sacred circle in Tibetan buddhism. Ausstellungskatalog (mit Helen Abbott). Arnold, Stuttgart 2009, ISBN 978-3-89790-305-0